# الهيئة العامة للخدمات الحكومية (مصر)
الهيئة العامة للخدمات الحكومية هي هيئة حكومية مصرية تابعة لوزارة المالية، أنشأت في 2 سبتمبر 1971 طبقاً لقرار رئيس الجمهورية رقم 2126 لسنة 1971، بهدف القيام بعملية تخطيط ومتابعة عمليات الشراء والبيع للجهاز الإداري للدولة.

## الجهات التابعة
- بوابة التعاقدات العامة

## وصلات خارجية
- الموقع الرسمي